# Панорама „Плевенска епопея 1877 г.“
Вижте пояснителната страница за други значения на Панорама.
Панорамата „Плевенска епопея 1877 г.“ е художествен музей в Плевен, построен в чест на 100-годишнината от Освобождението на Плевен от османско владичество.
В първите 3 години след нейното откриване панорамата е посетена от 2,5 милиона души. Тя е сред почти 200-те паметници, построени от плевенчани в памет на загиналите руснаци, румънци и българи. Включена е в Стоте национални туристически обекта.
Изградена е в района на „Скобелевия парк“, непосредствено до редута „Кованлък“, където по време на 3-та атака от Обсадата на Плевен се водят едни от най-тежките сражения. Автори на проекта са архитектите Иво Петров и Пламена Цачева, заедно с проектантски екип от 14 души.
Автор на живописната част и главен изпълнител е Николай Овечкин (Военно студио „М. Греков“, Москва). Колектива е от 13 руски и български художници: Г. Талев, В.Щербаков, И. Кабанов, А. Чернишов, М. Ананиев, Н. Овечкин, Д. Дончев, В. Есаулов, В. Лемешев, Хр. Бояджиев, Г. Есаулов, В. Таутиев, Ю. Усипенко и А. Троценко.
Архитектурното тяло на Панорамата е направено да изглежда повдигнато върху 4 щика, които олицетворяват силата на оръжието, донесло свободата. Щиковете носят 4 хоризонтално разположени пръстена, 3 от които символизират 3-те атаки срещу Плевен, а 4-тият пръстен е декоративно-пластичен фриз, символизиращ обсадата на Плевен.
Туристите могат да се изкачат по асансьори на 2 зрителни площадки на покрива на музея, откъдето могат да наблюдават историческите места: „Мъртвата долина“, редутите „Кованлък“ и „Исса ага“, Костницата в „Скобелевия парк“, Радишевските и Гривишките възвишения.
Тържественото му откриване е на 10 декември 1977 г., в деня на стогодишнината от освобождението на Плевен.

### Работно време
Панорамата е достъпна за посетители през цялата година. Работното време се променя според сезона:
- Зимно работно време (1 октомври – 30 април):
  - От 9:00 до 12:00 часа
  - От 12:30 до 17:00 часа
  - Последната група може да влезе в 16:30 часа
- Лятно работно време (1 май – 30 септември):
  - От 9:00 до 12:00 часа
  - От 12:30 до 18:00 часа
  - Последната група може да влезе в 17:30 часа